# Chasca Vallis
La Chasca Vallis è una struttura geologica della superficie di Venere.